# BÄKO-magazin
Das BÄKO-magazin ist eine monatlich erscheinende Fachzeitschrift aus dem Verlag Chmielorz. Die aus den BÄKO-Informationen (1967–1990) hervorgegangene Zeitschrift für Marketing und Unternehmensführung ist offizielles Organ der Wirtschaftsorganisation BÄKO des Bäcker- und Konditorenhandwerks. Sie informiert die Mitglieder und backenden Kunden der BÄKO-Genossenschaften und erreicht mehr als 11.000 deutsche Bäckerei- und Konditoreibetriebe, die angeschlossenen Bildungseinrichtungen und Genossenschaften sowie die Zulieferer dieser Branchen.
Kernthemen sind neben Unternehmensführung und Marketing die Berichterstattung über das Markt- und Branchengeschehen, Fachmessen, Hersteller und Zulieferindustrie sowie neue Märkte und Produkte. Der Serviceteil leistet Hilfestellung zu betriebswirtschaftlichen Themen, Recht & Steuern, Aus- und Weiterbildung sowie Warenkunde.

## Sonderpublikationen
Als Sonderpublikationen erschienen Sammelbände der „Warenkunde“, Aus- und Weiterbildungshilfen („Brennpunkt“-Reihe) im CD-ROM-Format sowie Fachbücher zu Themen wie „Nachhaltigkeit“, „Erfolgsfaktor Kaffee“, „Kompromisslos gute Hygiene“, „Bäckersnack around the Clock“ oder „Lifestyle-Food. Moderne Ernährung aus der Bäckerei“.
Seit 2018 veröffentlicht das BÄKO-magazin im jährlichen Turnus den „BäckerAlmanach“ als Nachschlagewerk zu Zahlen, Daten und Fakten der Backbranche und verwandten Gebieten.

## Belege
1. ↑  Titelanzeige | Informationsgemeinschaft zur Feststellung der Verbreitung von Werbeträgern e.V. Abgerufen am 25. August 2021. (Memento des Originals vom 25. August 2021 im Internet Archive)  Info: Der Archivlink wurde automatisch eingesetzt und noch nicht geprüft. Bitte prüfe Original- und Archivlink gemäß Anleitung und entferne dann diesen Hinweis.